# Geolycosa rubrotaeniata
Geolycosa rubrotaeniata är en spindelart som först beskrevs av Eugen von Keyserling 1877.  Geolycosa rubrotaeniata ingår i släktet Geolycosa och familjen vargspindlar.
Artens utbredningsområde är Colombia. Inga underarter finns listade i Catalogue of Life.